# Anna (Go To Him)
«Anna (Go to Him)» (укр. Анна (Іди до нього)) — пісня, написана і виконана Артуром Александером. Його версія вийшла на однойменному синглі 17 вересня 1962 року. Прославилася завдяки кавер-версії, яка вийшла на дебютному альбомі «Please Please Me» групи The Beatles.

## Пісня
Згідно з Річі Антербергером, музичним оглядачем сайту Allmusic,
|                    | «Анна» була однією з прекрасних ранніх соул-балад, попри те, що її пульсовий ритм був ближче до середнього темпу, чим до повільної балади. Як і деяким іншим пісням Александера, їй призначено було стати знаменитішою в кавер-версіях, ніж в оригінальному виконанні. |
| — Ричи Антербергер | |

Версія Александера була видана на однойменному синглі в 1962 році, а також увійшла в його альбом «You Better Move On». У його виконанні пісня досягла 10 позиції в хітпараді R&B Singles та 68-ї позиції в хітпараді Billboard Hot 100.
Незважаючи на заголовок, у самому тексті замість «go to him» присутнє «go with him» (укр. іди з ним).

## Версія The Beatles
Пісня дуже сподобалася Джону Леннону, тому увійшла в ранній репертуар групи і була відібрана для її дебютного альбому. У США пісня була видана на альбомах «Introducing... The Beatles» (10 січня 1964), «The Early Beatles» (22 березня 1965), а також на мініальбомі «Souvenir of Their Visit: The Beatles».
Група записала пісню 11 лютого 1963 року за три спроби; базовою версією стала третя. Характерну музичну фразу, яка в оригіналі виконувалася на фортепіано, виконує Джордж Гаррісон на гітарі.
Антербергер добре оцінив версію The Beatles, відзначивши:
|                    | Рінго Старр вірно копіює незвичайний ударний ритм і хай-хетний тріск. Вокал Леннона додав болі, яка відсутня в зразку Александера, особливо коли він голосить у верхньому регістрі в завершенні середніх восьмитактовіх секцій. Фоновий вокал у «Бітлз», додатково, був прекрасний. |
| — Річі Антербергер | |

Музичний критик Іен Макдональд, проте, був іншої думки відносно вокалу Леннона, заявивши, що він звучить як у «закоханого юнака, який взявся за дорослу пісню».
Група ще двічі записувала цю пісню для радіошоу «Pop Go the Beatles» на BBC: 17 червня 1963 року (передача вийшла в ефір 25 червня) та 1 серпня 1963 року (передача вийшла в ефір 25 серпня.
У записі брали участь:
- Джон Леннон — вокал, підголоски, ритм-гітара
- Пол Маккартні — підголоски, бас-гітара
- Джордж Гаррісон — підголоски, соло-гітара
- Рінго Старр — ударні

## У популярній культурі
В одному з епізодів серіалу «Одружені … та з дітьми» (1991) головний герой Ел Банді насилу намагається згадати назву цієї пісні.